# 6734 Benzenberg
6734 Benzenberg este un asteroid din centura principală, descoperit pe 23 martie 1992, de S. Ueda și H. Kaneda.